# Tapenade

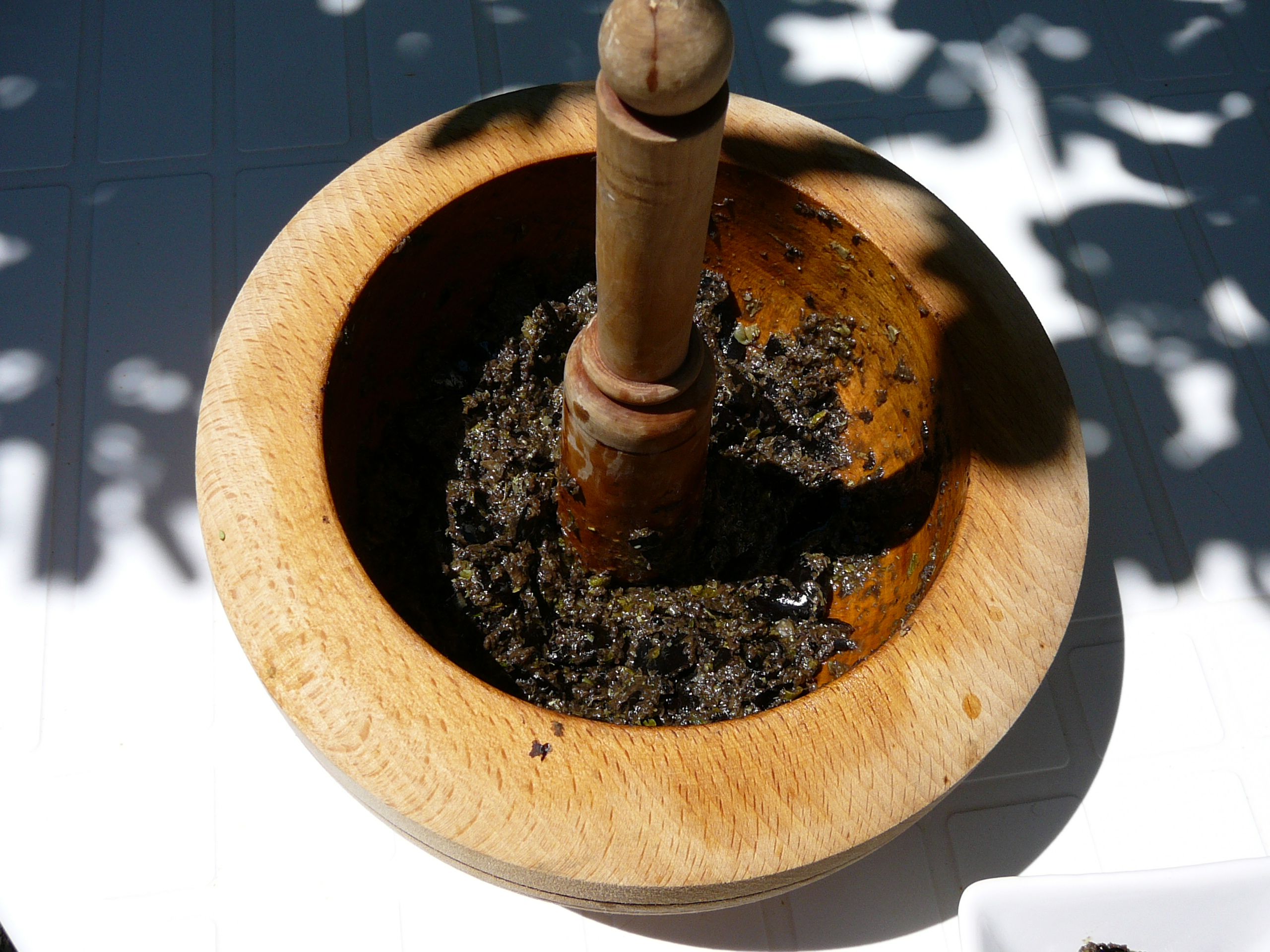
Tapenade im Mörser

Tapenade, auch bekannt als Olivada, ist eine aus der südfranzösischen Küche stammende Olivenpaste. Hauptbestandteile sind entsteinte Oliven, Anchovis und Kapern (frankoprovenzalisch: tapenos). Sie wird als Brotaufstrich oder Dip-Sauce verwendet.

## Geschichte
Es gibt zahlreiche ähnliche Rezepte aus dem Mittelmeerraum, die teilweise schon in Schriften im Mittelalter erwähnt wurden.
Die südfranzösische Tapenade wurde aber 1880 von einem Chef aus Marseille erfunden, als er eine Füllung für hartgekochte Eier machen wollte. Anders als das heutige Rezept verwendete er auch marinierten Thunfisch, Olivenöl, Pfeffer und Cognac.